# Arnold Aurbach
Arnold Aurbach (ur. ok. 1885 w Warszawie, zm. 31 grudnia 1952) – szachista polskiego pochodzenia, działający we Francji. Był jednym z szachowych przeciwników Aleksandra Alechina.
Data urodzenia Aurbacha nie jest znana, przypada na drugą połowę lat 80. XIX wieku. Przyszły szachista urodził się w Warszawie i tu także ukończył gimnazjum. U schyłku pierwszego dziesięciolecia XX wieku wyjechał do Francji z zamiarem podjęcia studiów. Miał już wówczas za sobą spore doświadczenie szachowe, gdyż w 1909 odniósł zwycięstwo w jednym z paryskich turniejów. W 1912 zaproszony został do turnieju gambitowego w Abacji (późniejsza Opatija), gdzie zagrał jedynie w pierwszym kole, ale uzyskał kilka znaczących rezultatów; pokonał m.in. Richarda Retiego, Mojżesza Łowckiego, Ericha Cohna i Stefano Rosselliego.
W 1917 Aurbach zdobył mistrzostwo Paryża, uzyskując 14,5 punktu w 15 partiach. W kolejnych latach rzadziej występował w turniejach, zajmował się bardziej pedagogiką szachową. Grywał też w słynnej szachowej kawiarni Café de la Régence. W 1921 rozegrał mecz z przyszłym mistrzem świata Aleksandrem Alechinem, uzyskując remis; obaj przeciwnicy wygrali po jednej partii i zremisowali pozostałe trzy. Innym znanym szachowym partnerem Aurbacha był polityk brytyjski Andrew Bonar Law, który nad francuskim morzem spędzał „szachowy” urlop. 